# 1680.
◄ | 16. stoljeće | 17. stoljeće | 18. stoljeće | ►
◄ | 1650-ih | 1660-ih | 1670-ih | 1680-ih | 1690-ih | 1700-ih | 1710-ih | ►
◄◄ | ◄ | 1677. | 1678. | 1679. | 1680. | 1681. | 1682. | 1683. | ► | ►►
Arhitektura • Astronomija • Biologija • Glazba • Kazalište • Kemija • Kiparstvo • Knjige • Književnost • Kršćanstvo • Medicina • Politika • Pravo • Promet • Slikarstvo • Znanost

## Smrti
- 25. rujna – Samuel Butler, engleski književnik (* 1612.)
- 28. studenog – Gian Lorenzo Bernini, talijanski kipar, graditelj i slikar (* 1598.)

## Vanjske poveznice
|  | Zajednički poslužitelj ima još gradiva o temi 1680. |